# Peter O'Hearn
Peter William O'Hearn, né le 13 juillet 1963 à Halifax (Nouvelle-Écosse, Canada), est un informaticien travaillant au Royaume-Uni.

## Carrière
Peter O'Hearn a obtenu un baccalauréat en informatique à l'Université Dalhousie à Halifax (1985), suivi d'une maîtrise en sciences (1987) et d'un Ph. D. (1991) à l'université Queen's, à Kingston (Ontario), Ontario au Canada. Sa thèse était intitulée Semantics of noninterference: A natural approach et dirigée par Robert D. Tennent,.
O'Hearn était professeur assistant à l'Université de Syracuse de New York de 1990 à 1995, lecteur en informatique à la Queen Mary University of London de 1996 à 1999, et professeur titulaire à cette université jusqu'à son passage à l'University College de Londres. En 1997, il a été chercheur invité à l'Université de Carnegie Mellon et en 2006, il a été chercheur invité à Microsoft Research Cambridge.
À la suite de l'acquisition de la startup Monoidics, dont il est l'un des cofondateurs, O'Hearn travaille actuellement  pour Facebook à Londres.

## Prix et distinctions
Il a été le récipiendaire du prix du Mérite de la recherche la Société royale Wolfson, d'un des prix du Most Influential POPL Paper de 2001, et du prix de la Royal Academy of Engineering/Chaire Microsoft de Recherche. 
O'Hearn est récipiendaire, avec Stephen Brookes de Carnegie Mellon University du Prix Gödel 2016 pour l'invention de la logique de séparation concurrente. 

## Recherche
O'Hearn a fait d'importantes contributions aux  méthodes formelles en général et à la logique de séparation en particulier. L'article qui lui a valu le prix Gödel 2016 est :
- Peter W. O’Hearn, « Resources, Concurrency, and Local Reasoning », Theoretical Computer Science, vol. 375, nos 1-3,‎ 2007, p. 271-307.

Le corécipiendaire est distingué pour l’article :
- Stephen Brookes, « A Semantics for Concurrent Separation Logic », Theoretical Computer Science, vol. 375, nos 1-3,‎ 2007, p. 227-270.

Ses travaux, et l'impact qu'ils ont eu, font l'objet d'un article écrit en commun avec Stephen D. Brookes paru dans les SIGACT News de 2016.

## Publications
- Olivier Danvy, Peter O’Hearn et Philip Wadler (éditeurs), « Festschrift for John C. Reynolds's 70th Birthday », Theoretical Computer Science, vol. 375, nos 1-3,‎ mai 2007, p. 1-350 (DOI 10.1016/j.tcs.2006.12.024). — Préface p. 1-2.